# Chaetopsis massyla
Chaetopsis massyla är en tvåvingeart som först beskrevs av Walker 1849.  Chaetopsis massyla ingår i släktet Chaetopsis och familjen fläckflugor. Inga underarter finns listade i Catalogue of Life.